# Polskie wojska łączności w wojnie polsko-bolszewickiej
Polskie wojska łączności w wojnie polsko-bolszewickiej – organizacja i działania wojsk łączności w okresie wojny polsko-bolszewickiej.
Wojska łączności w okresie wojny polsko-bolszewickiej zaliczane były do rodzajów wojsk. Wraz z tworzeniem związków taktycznych piechoty, jazdy i artylerii, w ich składach powstawały kompanie łączności. Ponadto tworzone były plutony telefoniczne dla pułków piechoty. Sformowano też 10 kompanii telegraficznych ciężkich i tyleż kompanii telegraficznych parkowych z przeznaczeniem dla dowództw związków operacyjnych. W odwodzie Naczelnego Dowództwa WP znajdowały się też kompanie telegraficzne budowlane. Niemal równocześnie powstawały pododdziały radiotelegraficzne dla obsługi wojskowych radiostacji polowych. 5 września 1920 wprowadzono nową organizację formacji wojsk łączności. Utworzono 7 kompanii telegraficznych budowlanych, 9 kompanii telegraficznych ciężkich i 6 kompanii telegraficznych parkowych, a także 7 zapasowych kompanii telegraficznych oraz 6 szkolnych kompanii telegraficznych. Stan liczebny tych wojsk wynosił około 28 000 żołnierzy.

## Instytucje centralne i sztaby wojsk łączności

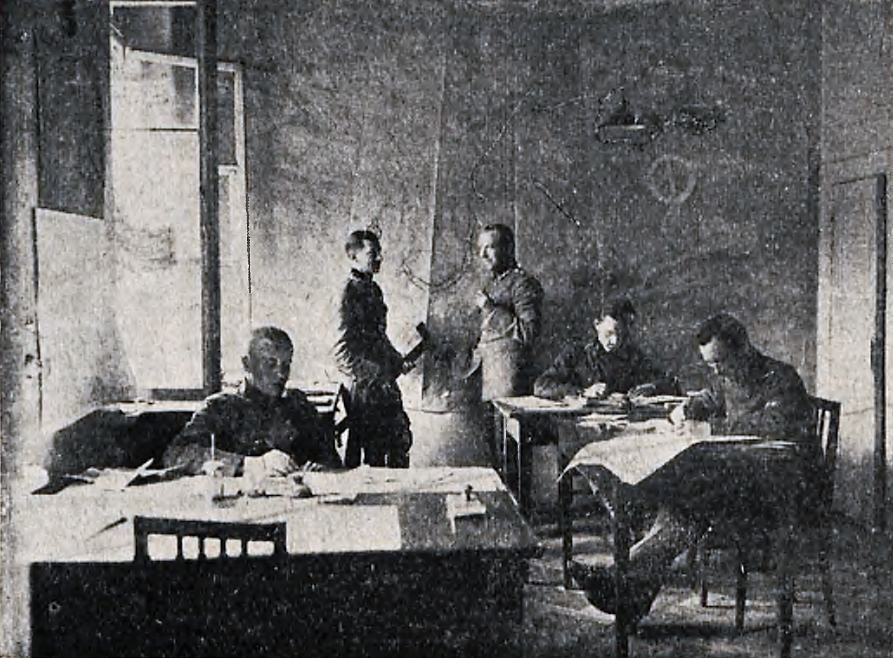
Fragment biura sekcji radiotelegrafii Naczelnego Dowództwa

Nadzór organizacyjny nad wojskami łączności sprawował Departament Techniczny Ministerstwa Spraw Wojskowych. W jego składzie znajdowała się Sekcja Elektrotechniczna, kierowana przez mjr. Kazimierza Drewnowskiego, posiadająca między innymi komórki: telegraficzną i telefoniczną. Po reorganizacji MSWojsk., w maju 1919 powstał Departament Techniczno-Komunikacyjny, z szefem płk. Janem Niesiołowskim na czele. Za sprawy merytoryczne odpowiadał Inspektorat Wojsk Łączności, na czele z mjr. Drewnowskim. W skład inspektoratu weszły dowództwa: wojsk telegraficznych z kpt. Tadeuszem Jaworskim, wojsk radiotelegraficznych z kpt. Stanisławem Rymszewiczem i dowództwo pułku łączności. Dowodzenie jednostkami łączności sprawował Sztab Generalny, poprzez Oddział II lub IIIA
Służby Łączności. W grudniu 1919 na jego bazie powstało Szefostwo Łączności Naczelnego dowództwa WP, z ppłk. Stefanem Rotarskim na czele. Utworzone zostały też stanowiska szefa łączności frontu, armii i grupy operacyjnej. 5 września 1920  wprowadzono nową organizację wojsk łączności. Utworzono stanowisko szefa Łączności Polowej Sztabu Generalnego ND WP. Został nim ppłk Stefan Rotarski. Szefowie łączności polowej występowali też na szczeblach związków operacyjnych i taktycznych.

## Formowanie oddziałów łączności
Po zaborcach Wojsko Polskie przejęło około czterystu wagonów sprzętu łączności, często zepsutego i mocno wyeksploatowanego, a na ziemiach polskich nie było rozwiniętego przemysłu radiotelegraficznego. Do  lata 1919 MSWojsk. uruchomiło wiele warsztatów i zakładów produkujących oraz naprawiających kable i aparaty łączności. Jednakże podstawowym źródłem zaopatrzenia wojska do końca wojny był import. Dużą ilość sprzętu zdobyto na oddziałach Armii Czerwonej, ale jego wykorzystanie ograniczał zły stan techniczny. Oddziały łączności tworzone były w okręgach generalnych. 

### Pododdziały telegraficzne

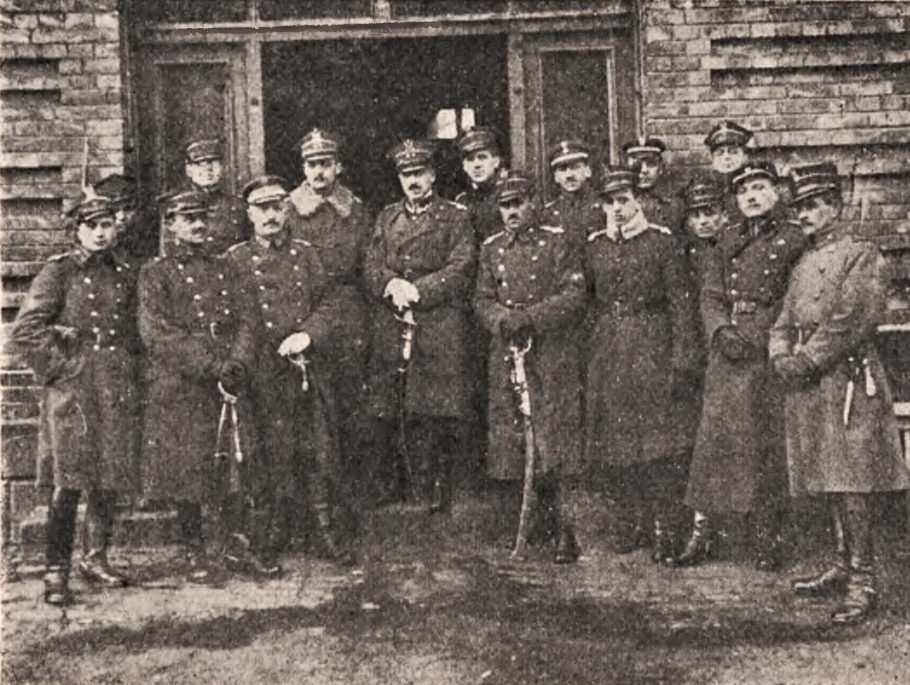
Oficerowie 1 baonu radiotelegraficznego

W każdym OGen.-ie sformowany został batalion telegraficzny. Jako pierwsze powstały: 1 batalion telegraficzny w Warszawie, 2 batalion telegraficzny w Lublinie, 3 batalion telegraficzny w Kielcach, 4 batalion telegraficzny w Łodzi, 5 batalion telegraficzny w Krakowie, 6 batalion telegraficzny we Lwowie i 7 batalion telegraficzny w Poznaniu. Z czasem powstały też 8. i 9 bataliony telegraficzne.
Tworzono też organiczne pododdziały łączności dla związków taktycznych i oddziałów innych rodzajów wojsk. Sformowano 25 kompanii telegraficznych dla wielkich jednostek piechoty. W strukturze pułku piechoty funkcjonował pluton telefoniczny w składzie: 1 oficer, 33 podoficerów i 120 szeregowców. Dla potrzeb jazdy sformowano 9 brygadowych kompanii telegraficznych w składzie 4 oficerów, 145 podoficerów i szeregowców, 71 koni i 16 wozów. W etacie brygady znajdował się też pluton radiotelegraficzny o stanie etatowym 1 oficer, 58 podoficerów i szeregowców, 72 konie i 12 wozów. W artylerii na szczeblu brygady znajdowała się kompania telefoniczna i kompania pomiarów podsłuchowych, a na szczeblu pułku artylerii zgodnie z etatem plutony telefoniczny i pomiarów podsłuchowych.
W sztabach dywizji koordynatorem działań pododdziałów łączności był referent łączności, a w sztabie brygady piechoty - oficer łączności. 
Sformowano też ponadto 10 kompanii telegraficznych ciężkich i tyleż kompanii telegraficznych parkowych dla dowództw związków operacyjnych. W odwodzie Naczelnego Dowództwa WP znajdowały się też kompanie telegraficzne budowlane. W styczniu 1920 ND WP dysponowało 5 stacjonarnymi radiostacjami. Rozmieszczone były w Warszawie, Toruniu, Krakowie, Poznaniu i Lwowie. Wspierało je 25 radiostacji polowych przy sztabach związków operacyjnych i taktycznych piechoty oraz jazdy. Latem 1920 posiadano 30 stacji radiowych o oznaczeniach na ogół odpowiadających numeracji związków taktycznych. Ponadto funkcjonowały 3 stacje goniometryczne do namierzania stacji radiowych przeciwnika. Istniały także kompanie radiotelegraficzne parkowe przydzielane poszczególnym związkom operacyjnym.

### Pododdziały radiotelegraficzne

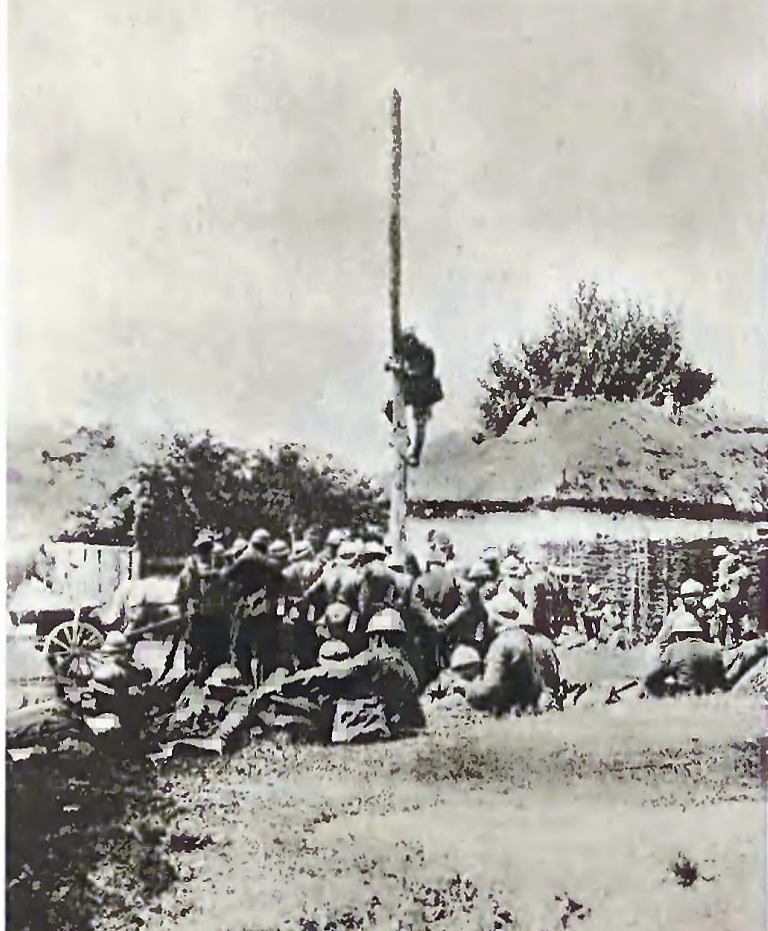
Wypad 1 pp Leg. na Boryspol - podsłuch telefoniczny w marszu.

W tym samym czasie powstawały też pododdziały radiotelegraficzne. Problemem był brak fachowej obsługi oraz różnorodność używanego sprzętu. Rozkazem ND WP z 6 lutego 1919 powołano w Warszawie 1 batalion radiotechniczny por. Floriana Kotowicza. Batalion miał liczyć 3 kompanie i we współpracy z Centralnymi Zakładami Radiotelegraficznymi miał stanowić kuźnię kadr dla przyszłych pododdziałów radiotelegraficznych. Organizowane w jego składzie plutony wysyłane były bezpośrednio na front.
Drugim ośrodkiem szkolenia był Poznań. Jeszcze w składzie Wojsk Wielkopolskich utworzono batalion radiotelegraficzny. Decyzją MSWojsk. z sierpnia 1919 pododdział przemianowany został na 2 batalion radiotelegraficzny. 7 lutego 1920  MSWojsk. wydało rozkaz dotyczący struktury jednostek radiotelegraficznych. Batalion według etatu posiadał 4 kompanie radiotelegraficzne oraz kompanię zapasową.
Istniejące bataliony weszły w skład skład pułków łączności. Do szkolenia żołnierzy utworzony został zapasowy batalion radiotelegraficzny stacjonujący początkowo w Warszawie, a potem przeniesiony do Poznaniu.

### Pododdziały łączności związków operacyjnych

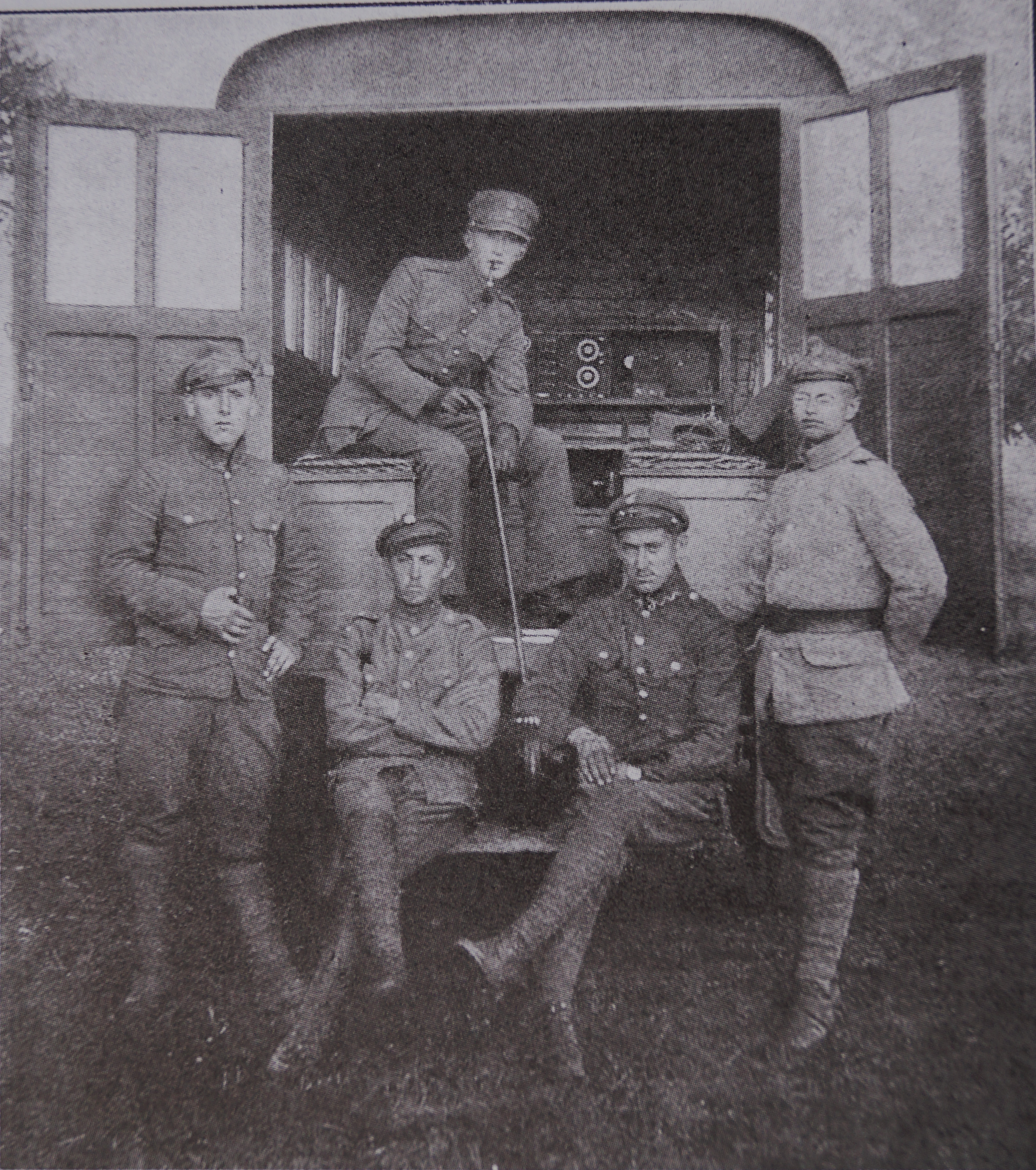
Przyczepka radio 17-ej eskadry wywiadowczej jako pozostałość po eskadrze francuskiej

5 września 1920 wprowadzono nową organizację wojsk łączności. Dla potrzeb związków operacyjnych utworzono 7 budowlanych kompanii telegraficznych przeznaczonych do budowy połączeń polowych, 9 ciężkich kompanii telegraficznych do budowy połączeń stałych i 6 parkowych kompanii telegraficznych będących ruchomymi bazami sprzętu łączności. Powstało też 7 zapasowych kompanii telegraficznych oraz 6 szkolnych kompanii telegraficznych.
Szefowi łączności polowej 2 Armii ppłk. Andrzejowi Miączyńskiemu podlegał szef radiotelegrafii por. Witold Scazighino, ciężka kompania telegraficzna nr II, parkowa kompania telegraficzna nr V, budowlana kompania telegraficzna nr I, stacja radiotelegraficzna nr 21, stacja goniometryczna nr 1, Wojskowa Dyrekcja Telefonów i Telegrafów nr 2 mjr. Stefana Popiela, wraz z podległymi pododdziałami: budowlaną kompanią telegraficzną nr III, kompanią telegraficzną przyczółka mostowego Warszawy i parkową kompanią telegraficzną nr I.
Szefowi łączności polowej 3 Armii mjr. Karolowi Alfredowi Wallnerowi podlegał szef radiotelegrafii ppor. Rudolf Szwencer, ciężka kompania telegraficzna nr III, parkowa kompania telegraficzna nr III, budowlana kompania telegraficzna nr II i V, stacja radiotelegraficzna nr 14, stacja goniometryczna nr 2, Wojskowa Dyrekcja Telefonów i Telegrafów nr 3 mjr Zenona Nosowicza wraz z ciężką kompanią telegraficzną nr V i parkową kompanią telegraficzną nr II.
Szefowi łączności polowej 4 Armii ppłk. Ludwikowi Ihnatowiczowi podporządkowany był szef radiotelegrafii por. Julian Bibring, ciężka kompania telegraficzna nr IV, parkowa kompania telegraficzna nr IV, budowlana kompania telegraficzna nr VII, stacja radiotelegraficzna nr 3, parkowa kompania radiotelegraficzna nr 2, Wojskowa Dyrekcja Telefonów i Telegrafów nr 4 kpt. Wacława Dahlena, wraz z ciężką kompanią telegraficzną nr X i budowlaną kompanią telegraficzną nr IV. Szefowi łączności polowej 6 Armii por. Mieczysławowi Ornatowskiemu podlegał szef radiotelegrafii inż. Malarski, ciężka kompania telegraficzna nr VI, parkowa kompania telegraficzna nr VI, budowlana kompania telegraficzna nr VI, stacja radiotelegraficzna Lwów, stacja radiotelegraficzna nr 22, stacja goniometryczna nr 3 i parkowa kompania radiotelegraficzna nr 4. Szefowi łączności polowej Grupy Operacyjnej gen. Jędrzejewskiego kpt. Zygmuntowi Grudzińskiemu podlegała ciężka kompania telegraficzna nr IX. Stan wojsk łączności wynosił około 28 000 żołnierzy.
Żołnierze wojsk łączności na mundurach nosili łapkę czarną, wypustki jasnoniebieskie.

## Sprzęt łączności

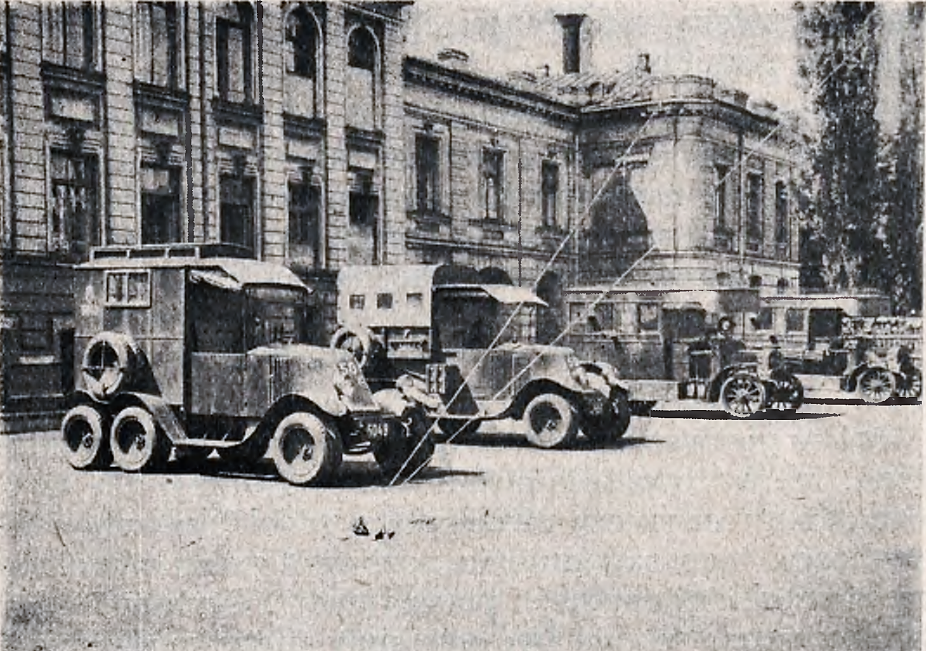
Wojskowe radiostacje samochodowe rozmaitych typów na 1-ej Ogólnokrajowej Wystawie Radiowej

Prywatny przemysł radiotelegraficzny był w Polsce słabo rozwinięty. Ministerstwo Spraw Wojskowych zmuszone było uruchomić szereg samodzielnych warsztatów i zakładów telefonicznych i telegraficznych, pracujących na potrzeby sił zbrojnych. Wszystkie one weszły w skład Centralnych Warsztatów Telefonicznych i Centralnych Warsztatów Radiotelegraficznych, podlegających Sekcji Łączności MSWojsk.
Część urządzeń zakupionych dla warsztatów za granicą przez kilka miesięcy leżała w magazynach, bo brakowało fachowców do ich obsługi, a obrabiarki początkowo wprawiano w ruch za pomocą korb ręcznych. Udział CWT i CWR w zaopatrywaniu sił zbrojnych w sprzęt łączności w latach 1918-1920 ilustruje poniższe zestawienie:
| Rodzaj sprzętu                | Po zaborcach | Wyprodukowano | Importowano | Razem | Naprawiono |
| ----------------------------- | ------------ | ------------- | ----------- | ----- | ---------- |
| Aparaty telegraficzne Hughesa | -            | -             | 36          | 36    | 188        |
| Aparaty telegraficzne Morse’a | 32           | 35            | 39          | 106   | 278        |
| Łącznice                      | 1157         | -             | 1306        | 2483  | 253        |
| Aparaty telegraficzne         | 1109         | 212           | 2580        | 3901  | 3171       |
| Aparaty brzęczykowe           | 4199         | 503           | 6001        | 10703 | 5909       |
| Kabel telefoniczny (w km)     | 9134         | 1260          | 24790       | 35184 | 13722      |

Około 30% materiału pozostawionego przez zaborców nie nadawało się do eksploatacji. Niska kultura techniczna w siłach zbrojnych sprawiała, że nawet drobne uszkodzenia skutkowały odsyłaniem sprzętu do warsztatów centralnych. Nieliczny personel CWT i CWR był przeciążony naprawami, co nie mogło pozostawać bez wpływu na wysokość produkcji. W latach 1919–1920 w kraju wytworzono około 5% użytkowanych przez siły zbrojne aparatów i niespełna 3,6% kabla. Nie udało się uruchomić produkcji w rozmiarach odczuwalnych dla armii. Większe efekty przyniosło prowadzenie napraw i konserwacji.
Poważnym źródłem zaopatrywania wojsk była zdobycz wojenna. Podczas walk z Ukraińcami w Galicji Wschodniej zdobyto między innymi dziewięć kompletnych stacji różnych typów i kilkanaście silników benzynowych. W trakcie wojny z Sowietami Polacy zdobyli duże ilości kabla, narzędzi, kilka stacji i kilka tysięcy aparatów. Był to sprzęt zazwyczaj wyeksploatowany, często mocno zaniedbany, ale po naprawach z powodzeniem używany przez polskie wojska.